# パンでPeace!
『パンでPeace!』（パンでピース）は、emilyによる日本の4コマ漫画作品。『月刊コミックアライブ』内の“雑誌内雑誌”としての『コミックキューン』（KADOKAWA・メディアファクトリー）にて2014年10月号より連載開始し、2015年10月号より同誌が独立創刊するのに合わせ同誌での連載に移行した。本作は、同誌独立創刊号発売と同じ2015年8月27日に、『ひなこのーと』、『ニョロ子の生放送!』とともにキューンコミックス創刊第1弾として単行本第1巻が発売された。
emilyの初の4コマ漫画であるが、全ページが4コマ形式で描かれているわけではなく、回によっては話の始めや終わりの数ページが一般的なストーリー漫画と同様のコマ割となっている。
パンが好きな女子高生たちの平和な日常を描いた作品。

## あらすじ
パンが大好きなみなみは、自身が通う女子高校の入学式の日に、パンをきっかけにゆうたちとパンを通じた友達の「パン友」となる。

## 登場人物
谷 みなみ（たに みなみ）
声 - 木戸衣吹
本作の主人公の少女で、パンが大好きな高校1年生。お母さんが作るサンドイッチも大好き。ゆうが通学カバンに付けていたパンのストラップをきっかけに、ゆうたちとパンを通じた友達の「パン友」になる。
逢沢 ゆう（あいざわ ゆう）
声 - 山崎エリイ
みなみのクラスメイトで、ふゆみ・のあとは幼馴染でもある。漫画やイラストを描くのが趣味。
深川 ふゆみ（ふかがわ ふゆみ）
声 - 豊田萌絵
みなみのクラスメイト。実家は「ふわふゆベーカリー」というパン屋を営んでいる。2階の元倉庫で、ゆうたちとよく集まっている。趣味はお菓子作り。
佐倉 のあ（さくら のあ）
声 - 大森日雅
幼い外見だが、みなみたちと同い年でクラスメイト。武器兼食糧として、フランスパンを携帯する。
佐倉 あみ（さくら あみ）
声 - 原奈津子
のあの妹。姉ののあより背が高い。
河合 まい（かわい まい）
声 - 朝日奈丸佳
みなみたちとは別の学校に通う少女。実家は裕福であり、「ギヨーム」という本格派のパン屋を経営している。
河合 まな（かわい まな）
声 - 嶋村侑
まいの姉。
みなみのお母さん
声 - 川﨑芽衣子

## 書誌情報
- emily『パンでPeace!』 KADOKAWA MFCキューンシリーズ（キューンコミックス）、全5巻
  1. 2015年8月31日発行（2015年8月27日発売[4]）、ISBN 978-4-04-067744-6
  2. 2016年3月26日発行（同日発売[5]）、ISBN 978-4-04-068160-3
  3. 2016年10月27日発行（同日発売[6]）、ISBN 978-4-04-068618-9
  4. 2017年3月27日発行（同日発売[7]）、ISBN 978-4-04-069103-9
  5. 2017年12月27日発行（同日発売[8]）、ISBN 978-4-04-069472-6

## テレビアニメ
『コミックキューン』2015年10月号にて本作のテレビアニメ化が発表され、2016年4月から6月まで5分枠の短編アニメとしてアニマックス・TOKYO MXほかにて放送された。

### スタッフ
- 原作 - emily『パンでPeace!』（月刊コミックキューン連載／KADOKAWA刊）
- 監督 - 辻初樹
- シリーズ構成・脚本 - 村上桃子
- キャラクターデザイン - 金子志津枝
- 総作画監督 - 金子志津枝（第6話まで）→徳田夢之助（第7話から）
- 美術監督・設定 - 河野次郎
- 撮影監督 - 増元由紀大
- 色彩設計 - 磯貝深雪
- 音楽 - 中橋孝晃
- 音響監督 - 小泉紀介
- プロデューサー - 菅野勇人、大山曉子、中山卓也、成毛克憲、角谷はる佳、中里浩彰、工藤智美、鈴木脩一、鵜飼利恵
- アニメーションプロデューサー - 松橋厚至
- アニメーション制作 - 旭プロダクション
- 製作著作 - emily・KADOKAWA／パンでPeace!製作委員会

### 主題歌
「青春は食べ物です」
歌はpetit milady、作詞は中村彼方、作曲は森谷康昭、編曲は賀佐泰洋。

### 各話リスト
| 話数   | サブタイトル           | 絵コンテ | 演出       | 作画監督     |
| ------ | ---------------------- | -------- | ---------- | ------------ |
| 第1斤  | パン友ができました     | 辻初樹   | 辻初樹     | 中西和也     |
| 第2斤  | これは武器             | 辻初樹   | 山内東生雄 | 森下昇吾     |
| 第3斤  | ふわふゆベーカリー     | 辻初樹   | 山内東生雄 | 桜井正明     |
| 第4斤  | 幻のパンを求めて       | 辻初樹   | 山内東生雄 | ハン・ミンギ |
| 第5斤  | ゆうちゃんの夢         | 辻初樹   | 山内東生雄 | 徳田夢之助   |
| 第6斤  | ふゆみちゃんダイエット | 辻初樹   | 大塚隆寛   | 森悦史       |
| 第7斤  | 風邪ひき!のあちゃん    | 辻初樹   | 辻初樹     | のりみそのみ |
| 第8斤  | 新しいパン屋さん       | 阿部純子 | 阿部純子   | 阿部純子     |
| 第9斤  | 文化祭                 | 柳瀬雄之 | 柳瀬雄之   | 柳瀬雄之     |
| 第10斤 | 気になる人             | 柳瀬雄之 | 辻初樹     | 小川みずえ   |
| 第11斤 | レッツスイミング       | 柳瀬雄之 | 藤田健太郎 | 小川みずえ   |
| 第12斤 | 別荘でお泊まり会       | 辻初樹   | 辻初樹     | 松井誠       |
| 第13斤 | パンでPeace!           | 辻初樹   | 辻初樹     | 蒼依ふたば   |

### 放送局
| 放送期間               | 放送時間                     | 放送局       | 対象地域 | 備考                          |
| ---------------------- | ---------------------------- | ------------ | -------- | ----------------------------- |
| 2016年4月3日 - 6月26日 | 日曜 20:55 - 21:00           | アニマックス | 日本全域 | リピート放送あり 字幕放送実施 |
| 2016年4月5日 - 6月28日 | 火曜 1:00 - 1:05（月曜深夜） | TOKYO MX     | 東京都   |                               |

### BD / DVD
| 巻 | 発売日        | 収録話         | 規格品番   |
| -- | ------------- | -------------- | ---------- |
| 1  | 2016年9月2日  | 第1話 - 第6話  | ZMXZ-10791 |
| 2  | 2016年10月5日 | 第7話 - 第13話 | ZMXZ-10792 |